# Jeffrey Ullman
Jeffrey David Ullman (* 22. November 1942 in New York City) ist ein US-amerikanischer Informatiker.
Nach seinem Studium an der Columbia University (1963 mit dem Bachelor in Elektrotechnik abgeschlossen) und an der Princeton University, an der er 1966 bei Arthur Bernstein promoviert wurde (Synchronization Error Correcting Codes) hat Jeffrey Ullman drei Jahre in den Bell Laboratories gearbeitet. Er war von 1969 bis 1979 Professor an der Princeton University. Seit 1979 ist er Professor an der Stanford University.
Er hat neben Veröffentlichungen in der Fachliteratur 16 Bücher geschrieben, darunter Standardwerke zu den Themen Compilerbau, Datenstrukturen, Berechenbarkeitstheorie und Theorie der Datenbanken.
2000 erhielt er den Knuth-Preis. Er ist Fellow der National Academy of Engineering, der American Academy of Arts and Sciences, der National Academy of Sciences und der Association for Computing Machinery. Für 2020 wurde Ullman zusammen mit Alfred Aho der Turing Award zugesprochen.

## Schriften
- mit John E. Hopcroft, Rajeev Motwani Einführung in die Automatentheorie, Formale Sprachen und Berechenbarkeit, 3. Auflage, Pearson Studium 2011 (englisches Original: Introduction to automata theory, languages, and computation, Addison-Wesley)
- mit Alfred Aho: Informatik : Datenstrukturen und Konzepte der Abstraktion, International Thomson Publishing 1996 (englisches Original: Foundations of Computer Science)
- mit Alfred Aho, Ravi Sethi: Compilerbau, Oldenbourg, 2 Bände 1999
- Héctor García-Molina, Jeffrey D. Ullman, Jennifer D. Widom: Database Systems. Prentice Hall 2001. ISBN 0-13-098043-9.
- mit Alfred V. Aho, John E. Hopcroft: The Design and Analysis of Computer Algorithms, Addison-Wesley, 1974